# Forma del cuerpo femenino

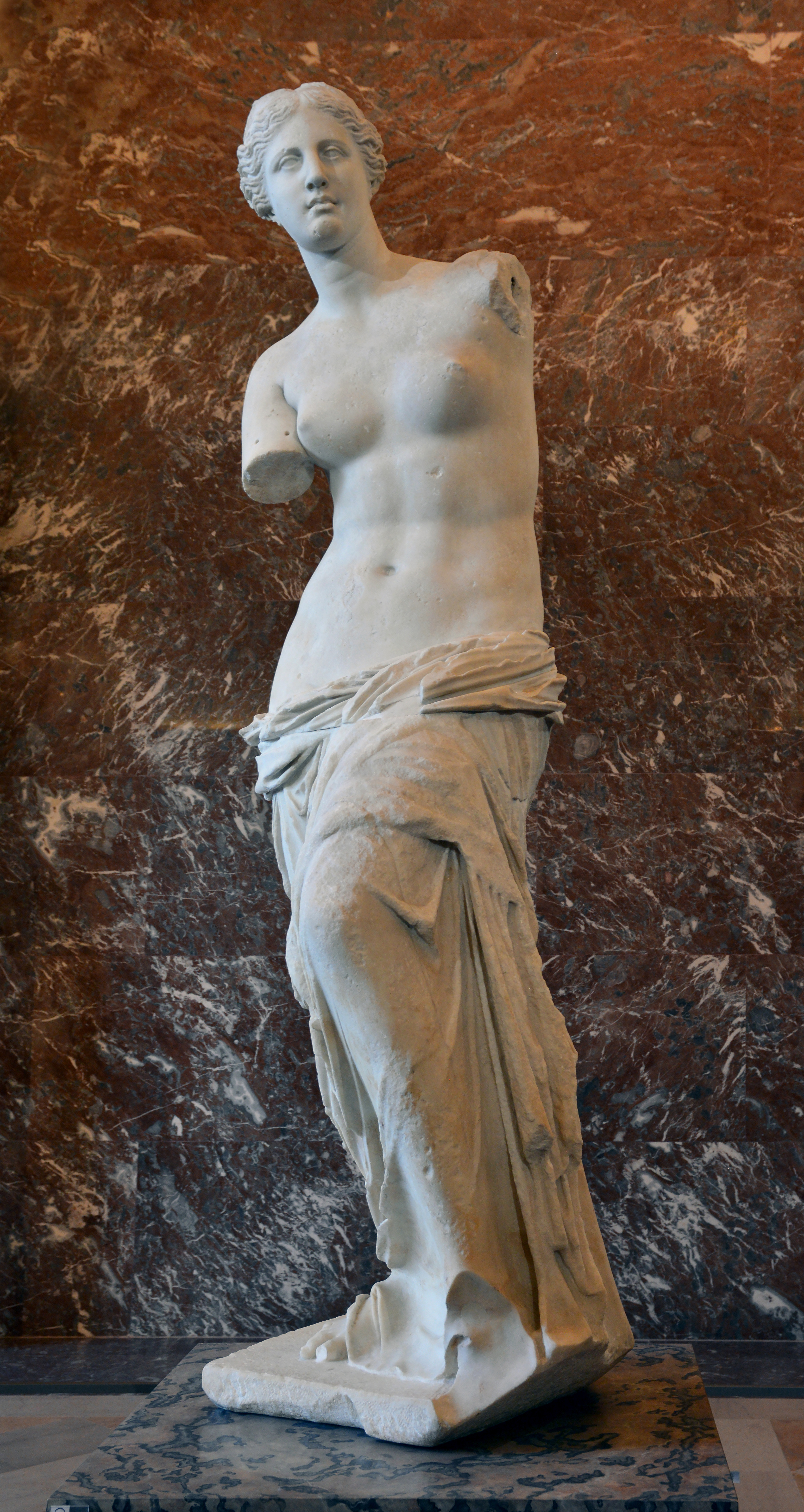
Venus de Milo (Grecia, alrededor del 150 a. C.).

La forma del cuerpo femenino o figura femenina es el producto acumulativo de la estructura ósea de una mujer junto con la distribución de los músculos y grasa en el cuerpo.
Las figuras femeninas suelen ser más estrechas en la cintura que en el busto y caderas. El busto, la cintura y las caderas se denominan puntos de inflexión, y las proporciones de sus circunferencias se utilizan para definir formas corporales básicas.
Como reflejo de la amplia gama de creencias individuales sobre lo que es mejor para la salud física y lo que se prefiere estéticamente, así como los desacuerdos sobre la posición social y el supuesto «propósito» de las mujeres en la sociedad, no existe una forma corporal femenina ideal universalmente reconocida. Sin embargo, los ideales culturales se han desarrollado y siguen ejerciendo influencia sobre cómo una mujer se relaciona con su propio cuerpo, así como sobre cómo otros en su sociedad pueden percibirla y tratarla.

## Fisiología

### Impacto de los estrógenos
Los estrógenos, que son las principales hormonas sexuales femeninas, tienen un impacto significativo en la forma del cuerpo de una mujer. Se producen tanto en varones como en mujeres, pero sus niveles son significativamente más altos en las mujeres, especialmente en aquellas en edad reproductiva. Además de otras funciones, los estrógenos promueven el desarrollo de las características sexuales secundarias femeninas, como los senos y las caderas. Como resultado de los estrógenos, durante la pubertad, las niñas desarrollan senos y sus caderas se ensanchan. Al actuar contra el estrógeno, la presencia de testosterona en una mujer púber inhibe el desarrollo de los senos y promueve el desarrollo de los músculos y del vello facial.
Los niveles de estrógeno también aumentan significativamente durante el embarazo. Durante el embarazo suelen producirse otros cambios, entre ellos el agrandamiento y la mayor firmeza de los senos, debido principalmente a la hipertrofia de la glándula mamaria en respuesta a la hormona prolactina. El tamaño de los pezones puede aumentar notablemente. Estos cambios pueden continuar durante la lactancia. Los senos generalmente vuelven aproximadamente a su tamaño anterior después del embarazo, aunque puede haber un aumento de la flacidez.
Los senos pueden disminuir de tamaño en la menopausia si los niveles de estrógeno disminuyen.

### Distribución de la grasa

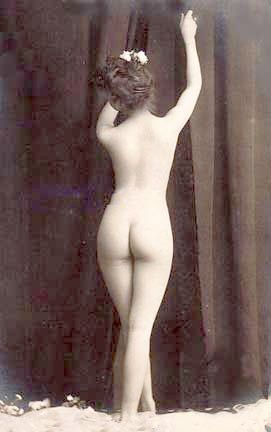
El estrógeno hace que la grasa se almacene en los glúteos, las caderas y los muslos de una mujer joven, pero no en su cintura. Foto año 1900.

Los estrógenos también afectan la forma del cuerpo femenino de otras maneras, incluyendo aumentando las reservas de grasa, acelerando el metabolismo, reduciendo la masa muscular y aumentando la formación de huesos.
Los estrógenos hacen que se almacenen niveles más altos de grasa en el cuerpo femenino que en el masculino. También afectan la distribución de la grasa corporal, provocando que la grasa se almacene en las nalga, muslos y caderas en las mujeres, pero generalmente no alrededor de la cintura, que permanecerá aproximadamente del mismo tamaño que tenía antes de la pubertad. Las hormonas producidas por la glándula tiroides regulan la tasa metabólica, controlando la rapidez con la que el cuerpo utiliza la energía y controlan la sensibilidad del cuerpo a otras hormonas. La distribución de la grasa corporal puede cambiar de vez en cuando, dependiendo de los hábitos alimentarios, los niveles de actividad y los niveles hormonales.
Cuando las mujeres llegan a la menopausia y los estrógenos producidos por los ovarios disminuyen, la grasa migra desde las nalgas, caderas y muslos hasta la cintura; posteriormente la grasa se almacena en el abdomen.
Las recomendaciones de porcentaje de grasa corporal son más altas para las mujeres, ya que esta grasa puede servir como reserva de energía para el embarazo. Los hombres tienen menos grasa subcutánea en la cara debido a los efectos de la testosterona; la testosterona también reduce la grasa al ayudar a un metabolismo rápido. La falta de estrógeno en los hombres generalmente produce una mayor acumulación de grasa alrededor de la cintura y el abdomen (produciendo una «forma de manzana»).

### Musculatura
La testosterona es una hormona esteroide que ayuda a desarrollar y mantener los músculos para la actividad física, como el ejercicio. La cantidad de testosterona producida varía de un individuo a otro, pero, en promedio, una mujer adulta produce alrededor de una octava parte de la testosterona de un hombre adulto, pero las mujeres son más sensibles a la hormona.

### Cambios en la forma del cuerpo
El proceso de envejecimiento tiene un impacto inevitable en la forma del cuerpo de una persona. Los niveles de hormonas sexuales de una mujer afectarán la distribución de grasa en su cuerpo. Según autores en 2006, «la forma del cuerpo está determinada por la naturaleza de la distribución de la grasa corporal que, a su vez, está significativamente relacionada con el perfil de hormonas sexuales de la mujer, el riesgo de enfermedades y la capacidad reproductiva». Las concentraciones de estrógeno influirán en el lugar donde se almacena la grasa corporal.
Antes de la pubertad, tanto los hombres como las mujeres tienen un índice cintura/cadera similar. En la pubertad, las hormonas sexuales de una niña, principalmente el estrógeno, promoverán el desarrollo de los senos y una pelvis más ancha e inclinada hacia adelante, y hasta la menopausia, los niveles de estrógeno de una mujer harán que su cuerpo almacene el exceso de grasa en los glúteos, las caderas y los muslos, pero generalmente no alrededor de su cintura, que permanecerá aproximadamente del mismo tamaño que tenía antes de la pubertad. Estos factores dan como resultado que la relación cintura-cadera (RCC) de las mujeres sea menor que la de los hombres, aunque los hombres tienden a tener una mayor relación cintura-cadera (RCC) en la parte superior del cuerpo, lo que les da un aspecto de forma de V debido a su mayor masa muscular (por ejemplo, generalmente tienen hombros, músculos pectorales, redondos mayores y dorsal ancho mucho más grandes y más anchos).
Durante y después del embarazo, la mujer experimenta cambios en la forma del cuerpo. Después de la menopausia, con la producción reducida de estrógeno por parte de los ovarios, existe una tendencia a que la grasa se redistribuya desde las nalgas, las caderas y los muslos de la mujer hacia la cintura o el abdomen.
Los senos de las niñas y mujeres en las primeras etapas de desarrollo comúnmente son «altos» y redondeados, con forma de cúpula o cono, y sobresalen casi horizontalmente de la pared torácica de la mujer. Con el tiempo, la flacidez de los senos tiende a aumentar debido a su peso natural, la relajación de las estructuras de soporte y el envejecimiento.

## Categorización en la industria de la moda

Representación artística de 1972 de una mujer desnuda de la placa de la Pioneer.

En la industria de la moda, las formas corporales suelen clasificarse en una de cuatro formas geométricas elementales, aunque existen rangos muy amplios de tamaños reales dentro de cada forma:
Rectangular
La cintura es menos de 9 pulgadas (22,9 cm) más pequeña que las caderas y el busto. La grasa corporal se distribuye predominantemente en el abdomen, los glúteos, el pecho y la cara. Esta distribución general de grasa crea la forma típica de regla (recta).
Triángulo invertido
Los hombros son más anchos que las caderas. Las piernas y los muslos tienden a ser delgados, mientras que el pecho parece más grande en comparación con el resto del cuerpo. La grasa se distribuye principalmente en el pecho y la cara.
Cuchara
Las caderas son más anchas que el busto. La distribución de la grasa varía y tiende a depositarse primero en los glúteos, las caderas y los muslos. A medida que aumenta el porcentaje de grasa corporal, una proporción cada vez mayor de grasa corporal se distribuye alrededor de la cintura y la parte superior del abdomen. Las mujeres de este tipo de cuerpo tienden a tener un trasero relativamente más grande, muslos más gruesos y un pecho más pequeño, también conocida como forma de «pera».
Reloj de arena

Las caderas y el busto son casi del mismo tamaño y la cintura es más estrecha que ambos. La distribución de la grasa corporal tiende a darse tanto en la parte superior como en la inferior del cuerpo.
Un estudio sobre las formas de más de 6000 mujeres, realizado por investigadores de la Universidad Estatal de Carolina del Norte alrededor de 2005, para prendas de vestir, encontró que el 46% eran rectangulares, un poco más del 20%, de cuchara, un poco menos del 14%, de triángulo invertido y el 8%, de reloj de arena. Otro estudio ha descubierto que «la cintura de la mujer promedio se ha expandido quince centímetros desde los años 1950» y que las mujeres en 2004 eran más altas y tenían bustos y caderas más grandes que las de los años 1950. Sin embargo, cabe señalar que un estudio de 2021 descubrió que cambios leves en la definición de ubicación de la medida pueden recategorizar hasta el 40 % de las mujeres en diferentes formas corporales, lo que significa que las comparaciones entre investigaciones pueden ser erróneas a menos que se utilicen las definiciones de medida exactas.
El sistema de tallas alemán también tiene categorías de altura para mujeres bajas, normales y altas, que se combinan con las categorías de forma para producir 9 categorías.

## Proporciones y dimensiones
Las circunferencias del busto, la cintura y las caderas (BWH) y las proporciones entre ellas son un método generalizado para identificar diferentes formas corporales femeninas. Como se señaló anteriormente, los términos descriptivos utilizados incluyen «rectángulo», «cuchara», «triángulo invertido» y «reloj de arena».
La cintura suele ser más pequeña que el busto y las caderas, a menos que haya una alta proporción de grasa corporal distribuida a su alrededor. La medida en que el busto o las caderas se flexionan hacia adentro, en dirección a la cintura, determina la forma estructural de una mujer. La forma de reloj de arena está presente sólo en aproximadamente el 8% de las mujeres.
Las dimensiones de una mujer a menudo se expresan mediante la circunferencia alrededor de los tres puntos de inflexión. Por ejemplo, «36–29–38» en unidades tradicionales de Estados Unidos significaría 36 plg (91,4 cm) de busto, 29 plg (73,7 cm) de cintura y 38 plg (96,5 cm) de caderas.
La altura también afectará la apariencia de la figura. Una mujer de 36–24–36 (91–61–91 cm) que mide 5 pies 2 plg (1,57 m) de altura se verá diferente a la de una mujer que mide 36–24–36 y mide 5 pies 8 plg (1,73 m) de altura. Si ambas tienen el mismo peso, la mujer más alta tiene un índice de masa corporal (IMC) mucho menor; si tienen el mismo IMC, el peso se distribuye en un volumen mayor.
La medida del busto de una mujer es una combinación del tamaño de su caja torácica y el de sus pechos. Para mayor comodidad, a menudo se utilizan como referencia las medidas del sostén de una mujer. Tradicionalmente, la medida de la banda de un sostén se toma alrededor del torso inmediatamente debajo de los senos, con la cinta métrica paralela al piso. El tamaño de la copa del sostén se determina midiendo la cresta de los senos y calculando la diferencia entre esa medida y la medida de la banda. La cintura se mide en el punto medio entre la parte inferior de la caja torácica y la parte superior de los huesos frontales de la cadera. Las caderas se miden en la circunferencia más grande de las caderas y los glúteos.

### Modelos de moda
La Asociación Británica de Agentes de Modelos de Moda (BFMA) dice que las modelos femeninas deben tener al menos 5 pies 8 plg (1,73 m) alto y proporcionalmente alrededor de 34–24–34 plg (86–61–86 cm). En varios países europeos se han introducido leyes «destinadas a prevenir la anorexia frenando la promoción de ideales inaccesibles de belleza», para regular el IMC mínimo real o aparente de las modelos. «Según las directrices de la Organización Mundial de la Salud, un adulto con un IMC inferior a 18,5 se considera con bajo peso, 18 desnutrido y 17 gravemente desnutrido. La  modelo promedio que mide 1,75 m (5 pies 9 pulgadas) y pesa 50 kg (7st 12 lb) [110 lb] tiene un IMC de 16».

## Percepciones culturales
Según Camille Paglia, el tipo de cuerpo ideal tal como lo imaginan los miembros de la sociedad ha cambiado a lo largo de la historia. Ella afirma que las figuras de Venus paleolíticas de la Edad de Piedra muestran la preferencia más temprana por el tipo de cuerpo, una esteatopigia dramática; y que el énfasis en el vientre, los senos y las nalgas protuberantes es probablemente el resultado tanto de la estética de estar bien alimentado como de la estética de ser fértil, rasgos que eran más difíciles de lograr en ese momento. En las esculturas de la Grecia clásica y Antigua Roma los cuerpos femeninos son más tubulares y de proporciones más regulares. : 5 Básicamente no se da ningún énfasis a ninguna parte del cuerpo en particular, ni a los senos, ni a las nalgas, ni al vientre.
A medida que se avanza, hay más evidencia de que la moda de alguna manera dictó lo que la gente creía que eran las proporciones corporales femeninas adecuadas. Esto se debe a que el cuerpo se ve principalmente a través de la ropa, lo que siempre cambia la forma en que se conciben las estructuras subyacentes. : xii–xiii Las primeras representaciones de mujeres verdaderamente de moda aparecen en el siglo XIV. : 90 Entre los siglos XIV y XVI, en el norte de Europa, los vientres abultados volvieron a ser deseables, aunque la estatura del resto de la figura era generalmente delgada. Esto se ve más fácilmente en las pinturas de desnudos de esa época. Al observar imágenes vestidas, a menudo se ve el vientre a través de una masa de túnicas sueltas, onduladas y que de otro modo lo ocultarían. Como el estómago era la única característica anatómica visible, se lo exageró en las representaciones de desnudos, mientras que el resto del cuerpo permaneció mínimo. : 96–100, 106 En el sur de Europa, en la época del Renacimiento, esto también era cierto. Aunque la estética clásica estaba siendo revivida y estudiada muy de cerca, el arte producido en ese período fue influenciado por ambos factores. Esto dio lugar a un estándar de belleza que reconciliaba las dos estéticas mediante el uso de figuras de proporciones clásicas que tenían cantidades no clásicas de carne y una piel suave y acolchada. : 96–98, 104 
En las pinturas de desnudos del siglo XVII, como las de Rubens, las mujeres desnudas aparecen bastante regordetas. Sin embargo, al observarlas más de cerca, la mayoría de las mujeres tienen estaturas bastante normales; Rubens simplemente pintó su carne con rollos y ondulaciones que de otra manera no estarían allí. Esto puede ser un reflejo del estilo femenino de la época: un vestido largo, cilíndrico, con detalles de satén ondulado, ajustado sobre una figura con corsé. Así, las mujeres de Rubens tienen un cuerpo tubular con adornos ondulados. : 106, 316 Si bien los corsés continuaron estando de moda hasta el siglo XVIII, se acortaron, se volvieron más cónicos y, en consecuencia, comenzaron a enfatizar la cintura. También levantaba y separaba los senos a diferencia de los corsés del siglo XVII que comprimían y minimizaban los senos. En consecuencia, las representaciones de mujeres desnudas en el siglo XVIII tienden a tener una cintura muy estrecha y pechos altos y definidos, casi como si llevaran un corsé invisible. : 91, 112–116  La maja desnuda es un claro ejemplo de esta estética. El siglo XIX mantuvo la figura general del siglo XVIII. Se pueden ver ejemplos en las obras de muchos artistas contemporáneos, tanto académicos, como Cabanel, Ingres y Bouguereau, como impresionistas, como Degas, Renoir y Toulouse-Lautrec. A principios del siglo XX, el auge del atletismo provocó un adelgazamiento drástico de la figura femenina. Esto culminó en el estilo flapper de los años 1920, que ha influido en la moda moderna desde entonces. : 4  : 152 
Los últimos 100 años abarcan el período de tiempo en el que ese tipo de cuerpo en general se ha considerado atractivo, aunque también ha habido pequeños cambios dentro del período. La década de 1920 fue la época en la que la silueta general del cuerpo ideal se adelgazó. Se produjo un aplanamiento dramático de todo el cuerpo, lo que dio como resultado una estética más juvenil. : 150–153 A medida que avanzaba el siglo, el tamaño ideal tanto de los senos como de los glúteos aumentaba. Desde la década de 1950 hasta 1960, esa tendencia continuó con el interesante giro de los senos en forma de cono como resultado de la popularidad del sujetador tipo bala. En la década de 1960, la invención de la minifalda, así como la mayor aceptabilidad de los pantalones para las mujeres, impulsaron la idealización de la pierna larga que ha perdurado hasta nuestros días. : 93–95 Desde la invención del sujetador push-up en la década de 1970, el pecho ideal ha sido un pecho redondeado, más lleno y más grande. En los últimos 20 años, el tamaño promedio del sujetador estadounidense ha aumentado de 34B a 34DD, aunque esto puede deberse al aumento de la obesidad en los Estados Unidos en los últimos años. Además, la figura ideal ha favorecido un índice cintura/cadera cada vez más bajo, especialmente con la llegada y progresión del software de edición digital como Adobe Photoshop. : 4, 6–7 

## Cuestiones sociales y de salud

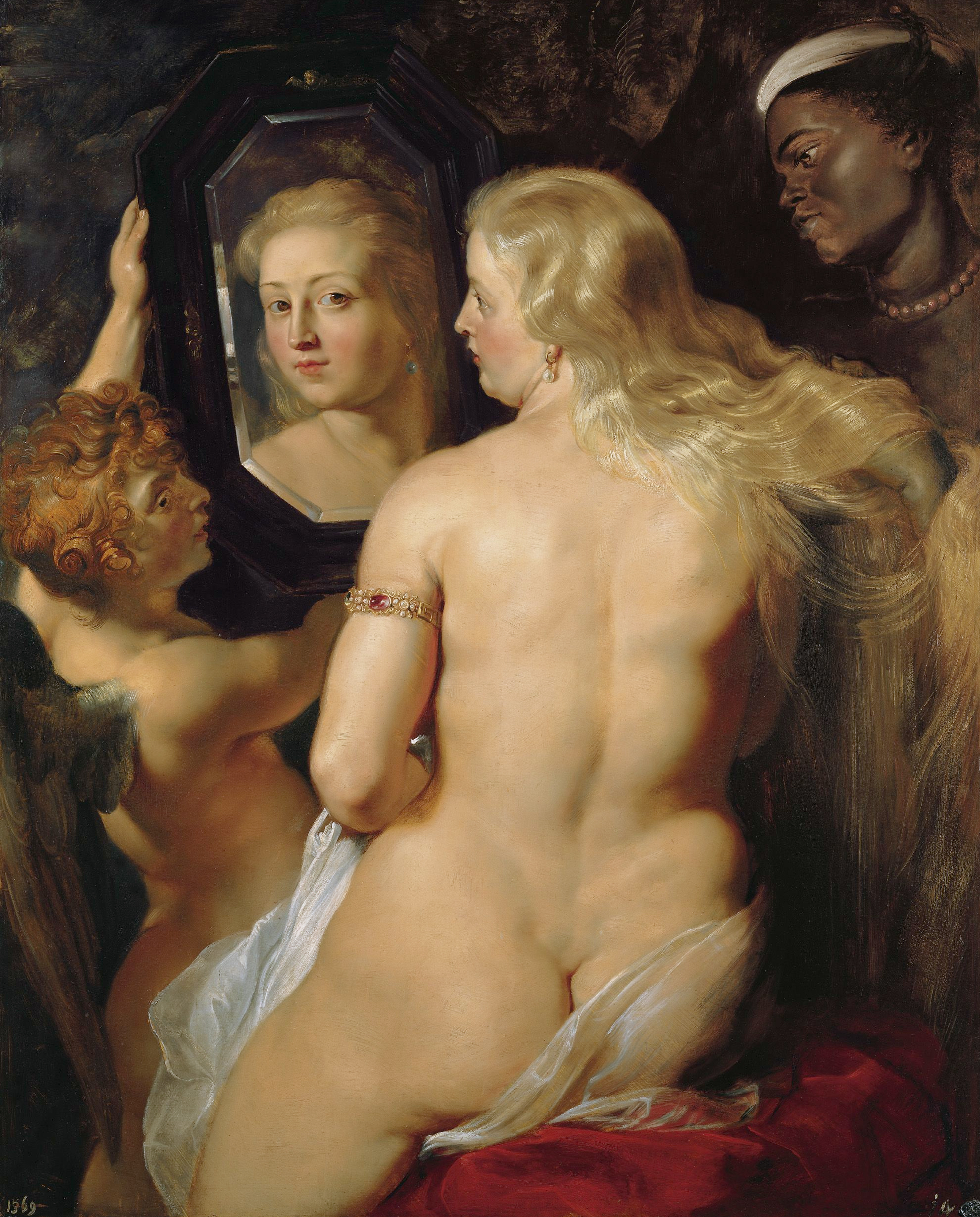
Venus en el espejo, Rubens, c. 1615.

Cada sociedad desarrolla una percepción general de cómo sería la forma ideal del cuerpo femenino. Estos ideales generalmente se reflejan en el arte y la literatura producidos por o para una sociedad, así como en medios populares como películas y revistas. El tamaño y la forma corporal ideal o preferido de la mujer han variado a lo largo del tiempo y siguen variando entre culturas; pero la preferencia por una cintura pequeña se ha mantenido bastante constante a lo largo de la historia. Una relación cintura-cadera baja se ha considerado a menudo como un signo de buena salud y potencial reproductivo.
Una relación cintura-cadera baja también se ha considerado a menudo como un indicador del atractivo de una mujer, pero investigaciones recientes sugieren que el atractivo está más correlacionado con el índice de masa corporal que con la relación cintura-cadera, contrariamente a la creencia anterior. Según el Dr. Devendra Singh de la Universidad de Texas, quien estudió las representaciones de las mujeres, históricamente encontró que hubo una tendencia a tener mujeres con un ligero sobrepeso en los siglos XVII y XVIII, como lo ejemplifican las pinturas de Rubens, pero que en general ha habido una preferencia por una cintura más delgada en la cultura occidental. Señala que «el hallazgo de que los autores describen una cintura pequeña como algo hermoso sugiere en cambio que esta parte del cuerpo —un conocido marcador de salud y fertilidad— es una característica central de la belleza femenina que trasciende las diferencias étnicas y culturales».
Una nueva investigación sugiere que las mujeres con forma de manzana tienen el mayor riesgo de desarrollar enfermedades cardíacas, mientras que las mujeres con forma de reloj de arena tienen el menor riesgo. Los profesionales de la diabetes advierten que la medida de la cintura para una mujer de más de 80 cm (31,5 plg) aumenta el riesgo de enfermedades cardíacas, pero el origen étnico también juega un papel. Esto se debe a que la acumulación de grasa corporal alrededor de la cintura (forma de manzana) representa un mayor riesgo para la salud que la acumulación de grasa en las caderas (forma de pera).

### Índice cintura/cadera

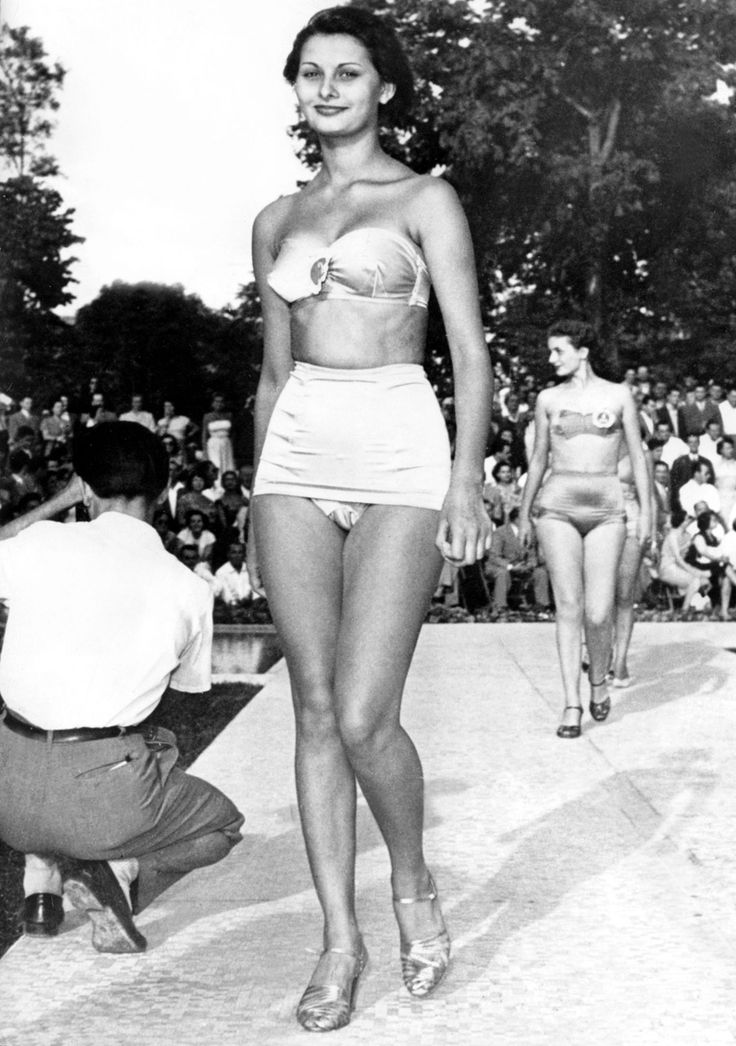
Sophia Loren en 1949.

En comparación con los hombres, las mujeres generalmente tienen cinturas relativamente estrechas y glúteos grandes, y esto junto con caderas anchas dan como resultado una sección de cadera más ancha y una relación cintura-cadera más baja. Las investigaciones muestran que el índice cintura/cadera (ICC) de una mujer está fuertemente correlacionada con la percepción de atractivo. Las mujeres con un ICC de 0,7 (circunferencia de cintura que es el 70% de la circunferencia de la cadera) son consideradas más atractivas por los hombres en varias culturas. Íconos de belleza tan diversos como Marilyn Monroe, Sophia Loren y la Venus de Milo tienen proporciones de alrededor de 0,7; esta es una proporción típica en el arte occidental. En otras culturas, las preferencias varían, desde 0,6 en China, a 0,8 o 0,9 en partes de Sudamérica y África, y también se han observado preferencias divergentes basadas en la etnia, en lugar de la nacionalidad.
Los antropólogos y conductistas han descubierto evidencia de que el WHR es una medida significativa del atractivo femenino.
Muchos estudios indican que el ICC se correlaciona con la fertilidad femenina, lo que lleva a algunos a especular que su uso como señal de selección sexual por parte de los hombres tiene una base evolutiva. Sin embargo, también se sugiere que las relaciones evidentes entre las hormonas que influyen en el ICC y los rasgos relevantes para la supervivencia, como la competitividad y la tolerancia al estrés, pueden otorgar a la preferencia por índices cintura-cadera más altos su propio beneficio evolutivo. Esto, a su vez, puede explicar la variación intercultural observada en las proporciones cintura-cadera promedio reales y las proporciones cintura-cadera culturalmente preferidas para las mujeres.
Se ha descubierto que la circunferencia de la cintura es un predictor más eficiente de mortalidad en personas mayores que la circunferencia de la cintura o el índice de masa corporal (IMC).

### Índice cintura-altura
El «índice cintura-altura» (ICA) de una persona se define como la circunferencia de su cintura dividida por su altura, ambas medidas en las mismas unidades. Se utiliza como predictor de enfermedad cardiovascular relacionada con la obesidad. El ICA es una medida de la distribución de la grasa corporal. Valores más elevados de ICA indican un mayor riesgo de enfermedades cardiovasculares relacionadas con la obesidad; se correlaciona con la obesidad abdominal. En septiembre de 2022, el Instituto Nacional para la Excelencia en la Salud y la Atención del Reino Unido (un organismo gubernamental) anunció nuevas pautas que sugerían que todos los adultos «se aseguraran de que el tamaño de su cintura sea inferior a la mitad de su altura para ayudar a evitar problemas de salud graves». Esta directriz es independiente del género.

## Los cuerpos como identidad
En los últimos cientos de años, se ha producido un cambio hacia la consideración del cuerpo como parte de la propia identidad, no de un modo puramente físico, sino como un medio de autoexpresión más profunda. David Gauntlett, en su libro de 2008, reconoce la importancia de la maleabilidad en la identidad física, afirmando que «el cuerpo es la expresión externa de nuestro ser, que debe ser mejorada y trabajada». Uno de los factores más importantes en la creación del deseo por una forma corporal particular –sobre todo entre las mujeres– son los medios de comunicación, que han promovido una serie de formas corporales denominadas «ideales». Las figuras de moda suelen ser irreales e inalcanzables para gran parte de la población, y su popularidad tiende a ser efímera debido a su naturaleza arbitraria.

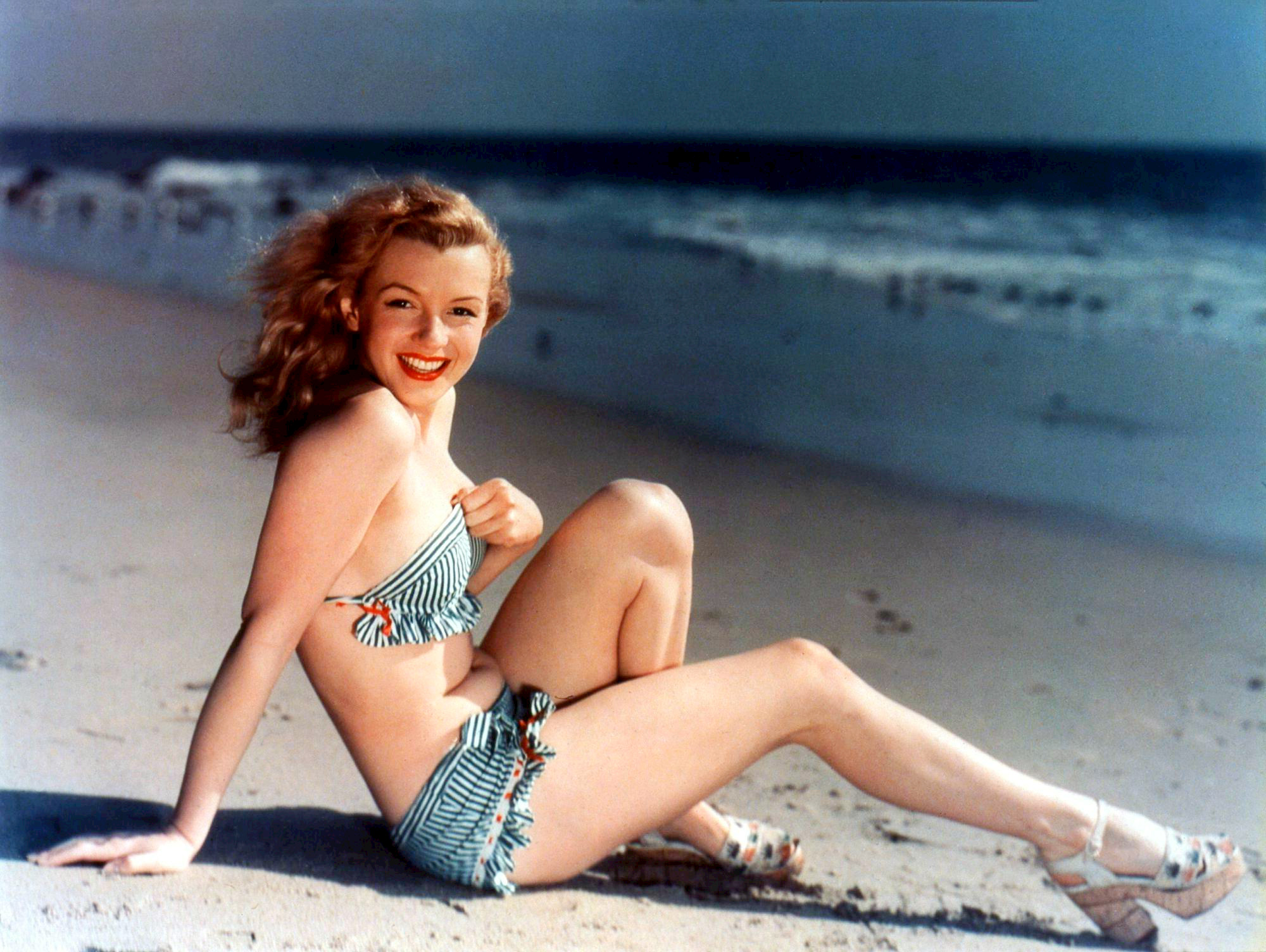
Foto de postal de la curvilínea Marilyn Monroe, tomada antes de que se volviera famosa.

Durante la década de 1950, la modelo y la celebridad eran dos entidades separadas, lo que permitió que la imagen corporal de la época estuviera más determinada por la televisión y el cine que por los anuncios de alta moda. Aunque las modelos de la década de 1950, como Jean Patchett y Dovima, eran muy delgadas, la imagen ideal de belleza todavía era más grande. Como las casas de moda de principios de la década de 1950 todavía atendían a una clientela específica y de élite, la imagen de la modelo en ese momento no era tan buscada ni admirada como la imagen de la celebridad. Si bien las modelos que adornaron las portadas de las revistas Vogue y Harper's Bazaar en la década de 1950 estaban en línea con el ideal de delgadez de la época, el ícono femenino más destacado fue Marilyn Monroe. Monroe, que tenía más curvas, se encontraba en el extremo opuesto del espectro ideal femenino en comparación con las modelos de alta costura. Sin embargo, independientemente de sus tamaños, tanto la moda de la época como las representaciones de Monroe enfatizan una cintura más pequeña y una mitad inferior más completa. Sin embargo, a finales de la década de 1950 se produjo el auge de la moda prêt-à-porter, que implementó un sistema de tallas estandarizado para toda la ropa producida en masa. Si bien las casas de moda, como Dior y Chanel, se mantuvieron fieles a su alta costura, prendas hechas a medida, el auge de estas prendas estandarizadas y de rápida producción condujo a un cambio de ubicación de Europa a América como epicentro de la moda. Junto con ese cambio vino la estandarización de los tamaños, en la que las prendas ya no se confeccionaban para ajustarse al cuerpo, sino que el cuerpo debía ser alterado para ajustarse a la prenda.
Durante la década de 1960, la popularidad del modelo Twiggy hizo que las mujeres optaran por un cuerpo más delgado, con extremidades largas y esbeltas. Este fue un cambio drástico respecto del ideal de la década anterior, que veía a íconos con más curvas, como Marilyn Monroe, como el epítome de la belleza. Estos cambios en lo que se consideraba el «cuerpo de moda» en ese momento no seguían ningún patrón lógico y ocurrieron tan rápidamente que una forma nunca estuvo de moda durante más de una década. Como sucede con la moda misma en el mundo posmoderno, la premisa de la forma «ideal» en constante evolución se basa en el hecho de que pronto se volverá obsoleta y, por lo tanto, debe seguir cambiando para evitar perder interés.
Un ejemplo temprano del uso del cuerpo como marcador de identidad ocurrió en la época victoriana, cuando las mujeres usaban corsé para ayudarse a lograr el cuerpo que deseaban poseer. Tener una cintura pequeña era un signo de estatus social, ya que las mujeres más ricas podían permitirse vestir de manera más extravagante y usar prendas deportivas como corsés para aumentar su atractivo físico. En la década de 1920, el ideal cultural había cambiado significativamente como resultado del movimiento sufragista, y «la moda era el pelo corto, los pechos planos (atados) y una figura andrógina delgada».
Más recientemente, las revistas y otros medios populares han sido criticados por promover una tendencia poco realista hacia la delgadez. David Gauntlett afirma que la «celebración repetitiva por parte de los medios de comunicación de un 'ideal' de belleza que la mayoría de las mujeres no podrán igualar... consumirá el tiempo y el dinero de los lectores (y tal vez su buena salud) si lo intentan». Además, el impacto que esto tiene sobre las mujeres y su autoestima es a menudo muy negativo y dio lugar al despegue de la industria de las dietas en los años 1960, algo que no habría ocurrido «si la apariencia corporal no hubiera estado tan estrechamente asociada con la identidad de las mujeres». Melissa Oldman afirma: «En ningún lugar es más evidente el ideal de la mujer delgada que en los medios populares».
La importancia del «cuerpo como zona de trabajo», como afirma Myra MacDonald, perpetúa aún más el vínculo entre moda e identidad, en el que el cuerpo se utiliza como medio para crear una imagen visible e inevitable de uno mismo. Las herramientas con las que se puede crear la copia final de un proyecto de este tipo varían desde las más extremas (la cirugía plástica) hasta las más sencillas, como la dieta y el ejercicio.

## Alteración de la forma del cuerpo
Un estudio realizado en la Universidad Brigham Young que utilizó tecnología de resonancia magnética sugirió que las mujeres experimentan más ansiedad por el aumento de peso que los hombres, mientras que la investigación agregada se ha utilizado para afirmar que las imágenes de mujeres delgadas en los medios populares pueden inducir estrés psicológico. Un estudio de 52 adultos mayores descubrió que las mujeres pueden pensar más en la forma de su cuerpo y preferir figuras más delgadas que los hombres, incluso en la vejez.
A veces se emplean diversas estrategias, incluido el ejercicio, en un intento de alterar temporal o permanentemente la forma de un cuerpo. A veces también se recurre a la dieta, pero generalmente no resulta eficaz a largo plazo.
A veces se utilizan dispositivos artificiales o se recurre a la cirugía. En 2019, el 92% de todos los procedimientos cosméticos en los EE. UU. fueron realizados por mujeres, siendo el más popular el aumento de senos. El tamaño de los senos se puede aumentar o disminuir artificialmente. Se pueden utilizar prótesis mamarias, postizas o sostenes acolchados para aumentar el tamaño aparente de los senos de una mujer, mientras que se pueden utilizar sujetadores minimizadores para reducir el tamaño aparente. Los senos pueden agrandarse quirúrgicamente utilizando implantes mamarios o reducirse mediante la extirpación sistemática de partes de los senos. El aumento hormonal de los senos puede ser otra opción.
Históricamente, los corsés con ballenas se han utilizado para reducir el tamaño de la cintura. El corsé alcanzó su apogeo durante la época victoriana. En el siglo XX, estos corsés fueron reemplazados en su mayoría por prendas de base más flexibles y cómodas. Cuando se utilizan corsés para reducir la cintura, pueden causar una reducción temporal mediante el uso ocasional o una reducción permanente mediante el uso constante y tighlacers. La liposucción y la lipoescultura son métodos quirúrgicos comunes para reducir la cintura.
Se pueden utilizar calzoncillos de control acolchados o rellenos para caderas y glúteos para aumentar el tamaño aparente de las caderas y los glúteos. La cirugía de aumento de glúteos se puede utilizar para aumentar el tamaño de las caderas y los glúteos para que se vean más redondeados.

## Percepciones sociales del cuerpo ideal de la mujer
En un experimento de 2012, los investigadores Crossley, Cornelissen y Tovée pidieron a hombres y mujeres que representaran un cuerpo femenino atractivo y la mayoría de ellos eligió el mismo ideal. Las mujeres que participaron en este experimento dibujaron sus cuerpos ideales con bustos agrandados y estrechó el resto del cuerpo. Los participantes masculinos también representaron a su pareja ideal con la misma imagen. Los investigadores afirman que «para ambos sexos, el principal predictor de la belleza femenina es un IMC relativamente bajo combinado con un cuerpo relativamente curvilíneo». Sin embargo, la generalidad de sus conclusiones fue limitada dado el pequeño tamaño de la muestra y la única etnia de los participantes.